# Unión Hidalgo (Chiapas)
Unión Hidalgo es una localidad del estado mexicano de Chiapas. Es parte del municipio de Sabanilla.

## Toponimia
El nombre «Hidalgo» rinde homenaje a Miguel Hidalgo, héroe de la Independencia de México y considerado Padre de la patria.

## Demografía
| Gráfica de evolución demográfica |
|                                  |

| Censo | Población |
| ----- | --------- |
| 1950  | 147       |
| 1960  | 244       |
| 1970  | 351       |
| 1980  | 498       |
| 1990  | 700       |
| 2000  | 759       |
| 2010  | 912       |
| 2020  | 1 162     |